# Konrad Freiherr von Wangenheim
Konrad Freiherr von Wangenheim (20 de agosto de 1909-28 de enero de 1953) fue un jinete alemán que compitió en la modalidad de concurso completo. Participó en los Juegos Olímpicos de Berlín 1936, obteniendo una medalla de oro en la prueba por equipos.

## Palmarés internacional
| Juegos Olímpicos | Juegos Olímpicos  | Juegos Olímpicos | Juegos Olímpicos |
| Año              | Lugar             | Medalla          | Categoría        |
| ---------------- | ----------------- | ---------------- | ---------------- |
| 1936             | Berlín (Alemania) | Medalla de oro   | Por equipos      |